# Arichanna transectata
Arichanna transectata är en fjärilsart som beskrevs av George Francis Hampson 1895. Arichanna transectata ingår i släktet Arichanna och familjen mätare. Inga underarter finns listade i Catalogue of Life.